# Leonie Keilbach
Leonie Keilbach (* 12. November 1994 in Heidelberg) ist eine ehemalige deutsche Fußballspielerin, die für die TSG 1899 Hoffenheim spielte.

## Karriere
Keilbach durchlief von 2006 bis 2011 Hoffenheims Jugendteams. 2010 erreichte sie mit den B-Juniorinnen das Finale um die Deutsche Meisterschaft, musste sich dort aber Turbine Potsdam mit 1:3 geschlagen geben. Seit der Saison 2011/12 gehört Keilbach dem Kader von Hoffenheims zweiter Mannschaft an, mit der sie 2012 als Meister der Oberliga Baden-Württemberg in die Regionalliga Süd aufstieg.
Am 10. November 2013 stand sie in der Partie gegen den BV Cloppenburg, die mit 2:4 verloren ging, erstmals für die erste Mannschaft auf dem Platz und kam damit zu ihrem Bundesligadebüt. In diesem Spiel erzielte sie mit dem Tor zum zwischenzeitlichen 2:0 sogleich ihren ersten Treffer. Aufgrund eines im März 2014 im Training erlittenen Kreuzbandrisses musste Keilbach die Saison 2013/14 vorzeitig beenden. Ende 2015 wurde Keilbach in Hoffenheim verabschiedet, weil sie sich auf ihr Jura-Studium konzentrieren will.

## Erfolge
- 2013/14: Meister der Regionalliga Süd mit der TSG 1899 Hoffenheim II
- 2011/12: Meister der Oberliga Baden-Württemberg mit der TSG 1899 Hoffenheim II
- 2009/10: Deutsche Vizemeisterin der B-Juniorinnen 2010 mit der TSG 1899 Hoffenheim